# Districte de Hassan
El districte de Hassan (kannada ಹಾಸನ) és una divisió administrativa de Karnataka a l'Índia. La capital és la ciutat de Hassan. La superfície és de 6826.15 km² i la població d'1.721.669 habitants. La llengua principal és el kannada i la religió l'hinduisme.

## Història
Vers el 300 aC fou part de l'imperi maurya i en aquest temps es va introduir el jainisme per obre del savi Bhadrabahu emigrat al front d'un grup que fugien d'una fam que havia de durar 12 anys amb la que el savi havia somiat, i el qual hauria convertit a Chandragupta (322 –298) suposat avi de l'emperador Asoka; altres consideren que en realitat Chandragupta era net d'Asoka. Shravanabelagola, on va morir Bhadrabahu, fou lloc de culte jainiste durant els següents segles.
Al segle iv (fins al V) els Kadambes de Banavasi van governar la part occidental del districte, i la resta va passar a mans de la dinastia Ganga Occidental de Talkad (350 - 999) que van governar com a sobirans fins ver la meitat del segle vi i després com a feudataris dels chalukyes i rashtrakutas. La inscripció en kannada més antiga de les conegudes es troba a Belur al districte de Hasan, i està datada vers el 450 (potser el 425) sent atribuïda al rei Kakusthavarma, besnet de Mayurasharma el fundador de la dinastia Kadamba.
Al final del segle x es van construir molts monuments jainistes a Shravanabelagola destacant la gran estàtua monolítica de Gomateshwara (983), encarregada pel general ganga Chamundaraya (o Chamuda Raya); sota la Dinastia Ganga Occidental, Shravanabelagola fou un centre religiós molt important (el seu nom derivava de Shravana o Shramana, que vol dir asceta jain, i de Belagola o Biliya Kola que en kannada vol dir llacuna blanca). A aquest lloc s'han trobat unes 800 inscripcions (unes 80 són del període hoysala) datades entre 600 i 1830 essencials per entendre la història de Karnataka. Derrotats pels coles vers el 1004, els gangues van desaparèixer (el sud de Karnataka fou conegut com a Gangavadi); les dinasties dels kongalves a Arkalgud i dels Changalves al sud-est, van esdevenir vassalls coles, però l'emergència dels hoysales va aturar el progrés cola cap al nord. Es va establir el poder hoysala que va durar fins al 1334. La seva primera capital fou Belur, i més tard Halebidu (Halebid) o Dorasamudra.
En aquest període van sorgir nombrosos temples que són la màxima representació de l'arquitectura hoysala, dels que encara en resten uns 50. Els hoysales deien ser de raça yadava (kuruba) i van seguir els passos dels predecessors sent feudataris dels chalukyes de vers el 1000 al 1150. Després de la decadència dels chalukyes de Kalyani el rei hoysala Vishnuvardhana (Bittideva) es va fer independent i va afavorir el jainisme però després va acceptar els vishnavisme, una secta de l'hinduisme; el seu poder es va basar en la victòria sobre els coles a Talakad el 1114 (quan Vishnuvardhana va assolir el títol de Veera Ganga i Talakadu Gonda, i va construir el temple de Keerthi Narayana a Talakad i el temple de Chennakeshavaa a Belur, dominant tot el Gangavadi), i després la seva victòria sobre el rei chalukya Vikramaditya VI a Kannegal el 1118; a la mort de Vikramaditya VI, Vishnuvardhana va poder obtenir el control de les regions centrals del modern estat de Karnataka a Hangal, Uchchangi, Banavasi i Barkapura. El seu net Veera Ballala II (1173 – 1220) va portar el títol de Cholarajyapratishtacharya (preservador del regne cola) i els hoysales foren llavors la principal força del sud de l'Índia, dominant fins al riu Kistna, sent Hassan el centre de la literatura i cultura kannada. Fou llavors quan la capital hoysala es va establir a Lakkundi al Dharwar, durant uns anys; sota Somesvara (1233-1254) el regne es va estendre cap al país Cola, i es va establir a Kannanur prop de Trichinopoly.
El poder hoysala fou trencat al segle xiv pels musulmans quan Malik Kafur (Malik Naib) va saquejar Dwaravatipura (1313) i va tornar a Delhi amb el botí; el príncep hoysala (ballala) va fugir a Tondanur on va governar 60 anys més; però la fundació el 1336 de l'imperi de Vijayanagar va convertir la regió en una província remota (anomenada Balam, i que abraçava nomérs el malnad o regió muntanyosa occidental, i tenia capital a Aigur) regida per poligars locals o per nayaks, i això va permetre la subsistència d'una branca hoysala vasalla a Manjarabad i Belur que van restar al poder fins al segle xix, encara que la major part dels seus dominis es van perdre (enfront de Mysore) al segle xvii (Belur el 1690). Al segle xv els reis de Vijayanagar van afavorir a Chennakesava de Belur com a deïtat familiar.
Als segles xvii i XVII fou un territori fronterer entre els nayaks de Keladi i el regne de Mysore. El nayak Sivappa de Keladi, sobirà de Bednur, oposat a les conquestes de l'emergent Mysore, va cedir Belur i altres territoris al fugitiu rei de Vijayanagar que s'havia refugiat a la seva cort i va envair Seringapatam en el seu nom el 1646. El 1648 es va construir la fortalesa de Channarayapatna per un tractat amb el Sultanat de Bijapur, marcant el límit entre els dos territoris; la pau fou acordada entre els dos poders el 1694 i sis principats de Manjarabad foren restaurats als antics sobirans i la resta dividit entre les dues parts.
El 1763 Haidar Ali de Mysore va conquerir Bednur i els principats de Manjarahad van poder restar en mans dels seus prínceps pagant un tribut, però sota Tipu Sultan els principats foren annexionats.
A la mort de Tipu Sultan el 1799 a Seringapatam, un poligar que dominava part del districts de Hassan, de nom Venkatadri, es va fer independent i per uns anys va desafiar als britànics fins que fou capturat i penjat. El 1832 els darrers sobirans locals del districte que no havien acceptat el domini britànic, foren suprimits per aquestos; el 1881 els britànics van retornar la sobirania de Mysore al jove maharajà, incloent el districte de Hassan.

## Geografia
Està dividit administrativament en 8 talukes: Hassan,Alur, Belur, Arasikere, Sakleshpur, Channarayanapatana, Arakalgud i Holenarasipura. Està dividit també en 38 comunitats i 2.369 pobles.
La regió muntanyosa és a l'oest (el malnad) i sud-oest (Bisle Ghat) i les resta de planes (maidan) al nord. sud, i est. Les muntanyes principals són el Jenkalbetta (1413 metres), Murkangudda (1322 metres), Devarbetta (1304 metres), i especialment el Subrahmanya o Pushpagiri (1.744 feet).
El riu principal és el Hemavati o Hemavathi que corre en direcció sud-est per desaiguar al Cauvery prop d'Hampapura. El seu afluent principal és el Yagachi que hi desaigua prop de Gorur.
Com a districte de l'estat (principat) de Mysore la superfície consta com a 4867 km² (1881) i 6.856 km² (1901, pràcticament com la moderna) i la població era 518.987 (1871), 428.344 descens degut a la fam de 1876-1878 (1881), 511.975, (1891) 568.919 (1901).
Tenia 14 ciutats i 2546 pobles i la capital era Hassan amb 8,241 habitants el 1901.
Administrativament el formaven 7 talukes: Hassan, Belur, Arsikere, Channarayapatna, Hole-Narsipur, Arkalgud i Manjarabad.
La taluka de Hassan tenia una superfície de 1.230 km² i una població el 1901 de 125.961 habitants, i incloïa tres ciutats: Hassan, Grama i Alur, i 568 pobles, estant limitada al sud pel riu Hemavati (Hemavathi) i el segon riu era el seu afluent el Yagachi.
El 1903 es van crear tres subdivisions sota subcomissionats : Hassan i Arkalgud, capital Arkalgud; Manjarabad i Belur, capital Sakleshpur; Channarayapatna, Arsikere, i Hole-Narsipur, capital Hassan.
Judicialment la cort de Mysore tenia jurisdicció sobre tot el districte i la cort subordinada de Mysore sobre una part. Un jutge a Hassan tenia la resta de jurisdicció.
El 1903 hi havia 8 municipalitats: Hassan, Alur, Sakleshpur, Belur, Arsikere, Channarayapatna, Arkalgud i Hole-Narsipur, i sis comunitsts (unions): Eanavar, Harnhalli, Konanur, Grama, Sravana Belgola i Basavapatna.

## Monuments

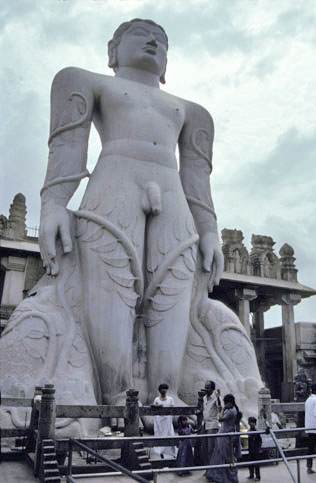
Estatua de Gomata o Gomateshwara

- Estàtua colossal (18 metres) jainista de Gomata a Sravana Belgola (Shravanabelagola) que s'ha comparat amb els colossos egipcis. Està situada a un turó i representa una figura humana; té una inscripció en kannada, maratha i tàmil al seu peu, i està datada el 983 en el període Ganga
- Temple de Chenna Kesava a Belur (estil chalukya, període hoysala)
- Hoysalesvara a Halebidu (estil chalukya, període hoysala)
- Ruïnes del temple d'Arsikere
- Ruïnes del temple d'Harnhalli
- Ruïnes del temple de Koramangala
  - Ruïnes del temple d'Hire-Kadlur

## Economia
La seva economia es fonamenta en el cultiu del cafè i en el turisme. Amb relació a aquest el districte compte amb 45 monuments protegits dels quals 21 són d'interès nacional i 24 protegits per l'estat de Karnataka. Tot i així molts temples estan en un estat deficient. Uns 800.000 turistes van visitar la zona el 2005.